# Elecciones a las Juntas Generales del País Vasco de 2007
En el País Vasco el 27 de mayo de 2007 se celebraron las elecciones a las Juntas Generales de Álava, Guipúzcoa y Vizcaya, así como las elecciones municipales.
A lo largo de la misma jornada, en el conjunto de España, se celebraron también elecciones a la mayoría de los Parlamentos Autonómicos (el vasco es uno de los cuatro para los que regularmente estas se celebran en una fecha diferente a la de las elecciones a los trece restantes); a las asambleas de Ceuta y Melilla; a los Cabildos Insulares canarios; a los Consejos Insulares de Baleares; al Consejo General de Arán; y a los concejos de Navarra.

## Candidatos
En la siguiente tabla se muestran los candidatos a las Juntas Generales del País Vasco, por parte de las formaciones políticas que actualmente cuentan con representación:
| Territorio histórico y Diputado General en la anterior legislatura | Candidatos | Observaciones |
| ------------------------------------------------------------------ | --- | --- |
| Álava Ramón Rabanera Rivacoba (PP)                                 | - PP: Javier de Andrés Guerra - PSE-EE: Txarli Prieto San Vicente - EAJ-PNV: Xabier Agirre López - EAE-ANV: Aitor Bezares Vargas - EB-B/Aralar: José Miguel Fernández López de Uralde - EA: Mikel Mintegi Areitioaurtena | - El Partido Nacionalista Vasco y Eusko Alkartasuna se presentaron a las elecciones de 2003 en la candidatura conjunta EAJ-PNV/EA - Eusko Abertzale Ekintza-Acción Nacionalista Vasca no se presentó a las Juntas Generales de Álava en las elecciones de 2003 - Ezker Batua-Berdeak y Aralar se presentaron a las elecciones de 2003 por separado; Aralar no obtuvo representación - Unidad Alavesa, que se presentó a las elecciones de 2003 y obtuvo representación, acordó su disolución en 2005 |
| Guipúzcoa Joxe Joan González de Txabarri Miranda (EAJ-PNV)         | - PSE-EE: Miguel Buen Lacambra - EAJ-PNV: Markel Olano Arrese - EA: Iñaki Galdós Irazabal - EB-B/Aralar: Mikel Izagirre Rekondo - PP: Regina Otaola Muguerza                                                             | - El Partido Nacionalista Vasco y Eusko Alkartasuna se presentaron a las elecciones de 2003 en la candidatura conjunta EAJ-PNV/EA - Ezker Batua-Berdeak y Aralar se presentaron a las elecciones de 2003 por separado |
| Vizcaya José Luis Bilbao Eguren (EAJ-PNV)                          | - EAJ-PNV: José Luis Bilbao Eguren - PSE-EE: José Antonio Pastor Garrido - PP: Carlos Olazabal Estecha - EB-B/Aralar: José Ferrera Acuña - EA: Ricardo Barainka Barainka - EAE-ANV: Andoni Arriola Arana                 | - El Partido Nacionalista Vasco y Eusko Alkartasuna se presentaron a las elecciones de 2003 en la candidatura conjunta EAJ-PNV/EA - Ezker Batua-Berdeak y Aralar se presentaron a las elecciones de 2003 por separado; Aralar no obtuvo representación - Eusko Abertzale Ekintza-Acción Nacionalista Vasca no se presentó a las Juntas Generales de Vizcaya en las elecciones de 2003 |

## Resultados electorales
Para optar al reparto de escaños en una circunscripción, la candidatura debe obtener al menos el 3% de los votos válidos emitidos en dicha circunscripción.

El Diputado General es elegido por los miembros de las Juntas Generales una vez constituidas estas (entre el 1 y el 25 de junio).
| ← Elecciones a las Juntas Generales del País Vasco de 2007 →                                         | |             |         |        |         |     |
| Territorio histórico                                                                                 | Diputado general y gobierno | Partido     | Votos   | %      | Escaños | +/- |
| Álava 51 procuradores/as - Vitoria: 38 - Zuya, Salvatierra, Añana, Campezo y Laguardia: 7 - Ayala: 6 | - Diputado general: Xabier Agirre López (EAJ-PNV) - Gobierno: EAJ-PNV, EA y Aralar (en minoría) - Censo: 247.758 - Abstención: 36,18% - Nulos: 3,01% - En blanco: 1,75% | PP          | 39.765  | 26,41% | 15      | 1   |
| Álava 51 procuradores/as - Vitoria: 38 - Zuya, Salvatierra, Añana, Campezo y Laguardia: 7 - Ayala: 6 | - Diputado general: Xabier Agirre López (EAJ-PNV) - Gobierno: EAJ-PNV, EA y Aralar (en minoría) - Censo: 247.758 - Abstención: 36,18% - Nulos: 3,01% - En blanco: 1,75% | PSE-EE      | 39.596  | 26,29% | 14      | 2   |
| Álava 51 procuradores/as - Vitoria: 38 - Zuya, Salvatierra, Añana, Campezo y Laguardia: 7 - Ayala: 6 | - Diputado general: Xabier Agirre López (EAJ-PNV) - Gobierno: EAJ-PNV, EA y Aralar (en minoría) - Censo: 247.758 - Abstención: 36,18% - Nulos: 3,01% - En blanco: 1,75% | EAJ-PNV     | 39.055  | 25,93% | 14      | =   |
| Álava 51 procuradores/as - Vitoria: 38 - Zuya, Salvatierra, Añana, Campezo y Laguardia: 7 - Ayala: 6 | - Diputado general: Xabier Agirre López (EAJ-PNV) - Gobierno: EAJ-PNV, EA y Aralar (en minoría) - Censo: 247.758 - Abstención: 36,18% - Nulos: 3,01% - En blanco: 1,75% | EAE-ANV     | 13.151  | 8,73%  | 4       | 4   |
| Álava 51 procuradores/as - Vitoria: 38 - Zuya, Salvatierra, Añana, Campezo y Laguardia: 7 - Ayala: 6 | - Diputado general: Xabier Agirre López (EAJ-PNV) - Gobierno: EAJ-PNV, EA y Aralar (en minoría) - Censo: 247.758 - Abstención: 36,18% - Nulos: 3,01% - En blanco: 1,75% | EB-B/Aralar | 10.201  | 6,77%  | 2 a     | 1   |
| Álava 51 procuradores/as - Vitoria: 38 - Zuya, Salvatierra, Añana, Campezo y Laguardia: 7 - Ayala: 6 | - Diputado general: Xabier Agirre López (EAJ-PNV) - Gobierno: EAJ-PNV, EA y Aralar (en minoría) - Censo: 247.758 - Abstención: 36,18% - Nulos: 3,01% - En blanco: 1,75% | EA          | 8.692   | 5,77%  | 2       | 3   |
| Álava 51 procuradores/as - Vitoria: 38 - Zuya, Salvatierra, Añana, Campezo y Laguardia: 7 - Ayala: 6 | - Diputado general: Xabier Agirre López (EAJ-PNV) - Gobierno: EAJ-PNV, EA y Aralar (en minoría) - Censo: 247.758 - Abstención: 36,18% - Nulos: 3,01% - En blanco: 1,75% | Otros       | 136     | 0,09%  | ---     | --- |
| Álava 51 procuradores/as - Vitoria: 38 - Zuya, Salvatierra, Añana, Campezo y Laguardia: 7 - Ayala: 6 | - Diputado general: Xabier Agirre López (EAJ-PNV) - Gobierno: EAJ-PNV, EA y Aralar (en minoría) - Censo: 247.758 - Abstención: 36,18% - Nulos: 3,01% - En blanco: 1,75% | UA          | ---     | ---    | ---     | 1   |
| Guipúzcoa51 junteros/as - Donostialdea: 17 - Bidasoa-Oiartzun: 11 - Deba-Urola: 14 - Oria: 9         | - Diputado general: Markel Olano Arrese (EAJ-PNV) - Gobierno: EAJ-PNV y EA (en minoría) - Censo: 563.088 - Abstención: 40,25% - Nulos: 21,62% - En blanco: 2,17%        | PSE-EE      | 76.868  | 29,89% | 16      | 4   |
| Guipúzcoa51 junteros/as - Donostialdea: 17 - Bidasoa-Oiartzun: 11 - Deba-Urola: 14 - Oria: 9         | - Diputado general: Markel Olano Arrese (EAJ-PNV) - Gobierno: EAJ-PNV y EA (en minoría) - Censo: 563.088 - Abstención: 40,25% - Nulos: 21,62% - En blanco: 2,17%        | EAJ-PNV     | 71.795  | 27,92% | 16      | =   |
| Guipúzcoa51 junteros/as - Donostialdea: 17 - Bidasoa-Oiartzun: 11 - Deba-Urola: 14 - Oria: 9         | - Diputado general: Markel Olano Arrese (EAJ-PNV) - Gobierno: EAJ-PNV y EA (en minoría) - Censo: 563.088 - Abstención: 40,25% - Nulos: 21,62% - En blanco: 2,17%        | EB-B/Aralar | 36.789  | 14,31% | 6 b c   | 2   |
| Guipúzcoa51 junteros/as - Donostialdea: 17 - Bidasoa-Oiartzun: 11 - Deba-Urola: 14 - Oria: 9         | - Diputado general: Markel Olano Arrese (EAJ-PNV) - Gobierno: EAJ-PNV y EA (en minoría) - Censo: 563.088 - Abstención: 40,25% - Nulos: 21,62% - En blanco: 2,17%        | PP          | 35.017  | 13,62% | 6       | 2   |
| Guipúzcoa51 junteros/as - Donostialdea: 17 - Bidasoa-Oiartzun: 11 - Deba-Urola: 14 - Oria: 9         | - Diputado general: Markel Olano Arrese (EAJ-PNV) - Gobierno: EAJ-PNV y EA (en minoría) - Censo: 563.088 - Abstención: 40,25% - Nulos: 21,62% - En blanco: 2,17%        | EA          | 34.149  | 13,28% | 7 d     | 4   |
| Guipúzcoa51 junteros/as - Donostialdea: 17 - Bidasoa-Oiartzun: 11 - Deba-Urola: 14 - Oria: 9         | - Diputado general: Markel Olano Arrese (EAJ-PNV) - Gobierno: EAJ-PNV y EA (en minoría) - Censo: 563.088 - Abstención: 40,25% - Nulos: 21,62% - En blanco: 2,17%        | Otros       | 2.547   | 0,99%  | ---     | --- |
| Vizcaya51 apoderados/as - Bilbao: 16 - Encartaciones: 13 - Busturia-Uribe: 13 - Durango-Arratia: 9   | - Diputado general: José Luis Bilbao Eguren (EAJ-PNV) - Gobierno: EAJ-PNV (en minoría) - Censo: 959.275 - Abstención: 39,57% - Nulos: 9,81% - En blanco: 1,67%          | EAJ-PNV     | 209.237 | 40,84% | 23      | 1   |
| Vizcaya51 apoderados/as - Bilbao: 16 - Encartaciones: 13 - Busturia-Uribe: 13 - Durango-Arratia: 9   | - Diputado general: José Luis Bilbao Eguren (EAJ-PNV) - Gobierno: EAJ-PNV (en minoría) - Censo: 959.275 - Abstención: 39,57% - Nulos: 9,81% - En blanco: 1,67%          | PSE-EE      | 129.532 | 25,28% | 14      | 3   |
| Vizcaya51 apoderados/as - Bilbao: 16 - Encartaciones: 13 - Busturia-Uribe: 13 - Durango-Arratia: 9   | - Diputado general: José Luis Bilbao Eguren (EAJ-PNV) - Gobierno: EAJ-PNV (en minoría) - Censo: 959.275 - Abstención: 39,57% - Nulos: 9,81% - En blanco: 1,67%          | PP          | 84.863  | 16,56% | 8       | 2   |
| Vizcaya51 apoderados/as - Bilbao: 16 - Encartaciones: 13 - Busturia-Uribe: 13 - Durango-Arratia: 9   | - Diputado general: José Luis Bilbao Eguren (EAJ-PNV) - Gobierno: EAJ-PNV (en minoría) - Censo: 959.275 - Abstención: 39,57% - Nulos: 9,81% - En blanco: 1,67%          | EB-B/Aralar | 41.122  | 8,03%  | 4 e f   | 1   |
| Vizcaya51 apoderados/as - Bilbao: 16 - Encartaciones: 13 - Busturia-Uribe: 13 - Durango-Arratia: 9   | - Diputado general: José Luis Bilbao Eguren (EAJ-PNV) - Gobierno: EAJ-PNV (en minoría) - Censo: 959.275 - Abstención: 39,57% - Nulos: 9,81% - En blanco: 1,67%          | EA          | 27.104  | 5,29%  | 1       | 4   |
| Vizcaya51 apoderados/as - Bilbao: 16 - Encartaciones: 13 - Busturia-Uribe: 13 - Durango-Arratia: 9   | - Diputado general: José Luis Bilbao Eguren (EAJ-PNV) - Gobierno: EAJ-PNV (en minoría) - Censo: 959.275 - Abstención: 39,57% - Nulos: 9,81% - En blanco: 1,67%          | EAE-ANV     | 15.076  | 2,94%  | 1       | 1   |
| Vizcaya51 apoderados/as - Bilbao: 16 - Encartaciones: 13 - Busturia-Uribe: 13 - Durango-Arratia: 9   | - Diputado general: José Luis Bilbao Eguren (EAJ-PNV) - Gobierno: EAJ-PNV (en minoría) - Censo: 959.275 - Abstención: 39,57% - Nulos: 9,81% - En blanco: 1,67%          | Otros       | 5.413   | 1,06%  | ---     | --- |

a De ellos, 1 de Aralar y 1 de EB-B.

b De ellos, 4 de EB-B y 2 de Aralar.

c 2 junteros de EB-B pasaron a Alternatiba en 2009.

d Los 7 integrados en Hamaikabat desde 2009.

e De ellos, 3 de EB-B y 1 de Aralar. 

f Un apoderado de EB-B pasó a Alternatiba en 2009.

## Resultados electorales por circunscripciones

### Álava
| ← Elecciones a las Juntas Generales de Álava de 2007 →             | |             |        |        |              |     |
| Cuadrilla                                                          | Censo | Partido     | Votos  | %      | Procuradores | +/- |
| Ayala 6 procuradores                                               | - Censo: 28.445 - Votantes: 18.705 (65,76%) - Abstención: 9.740 (34,24%) - Nulos: 3.103 (16,59%) - Válidos: 15.602 - Blancos: 378 (2,02%) - A candidaturas: 15.224 (81,39%)       | EAJ-PNV     | 6.692  | 43,96% | 3            | 1   |
| Ayala 6 procuradores                                               | - Censo: 28.445 - Votantes: 18.705 (65,76%) - Abstención: 9.740 (34,24%) - Nulos: 3.103 (16,59%) - Válidos: 15.602 - Blancos: 378 (2,02%) - A candidaturas: 15.224 (81,39%)       | PSE-EE      | 2.749  | 18,06% | 1            | =   |
| Ayala 6 procuradores                                               | - Censo: 28.445 - Votantes: 18.705 (65,76%) - Abstención: 9.740 (34,24%) - Nulos: 3.103 (16,59%) - Válidos: 15.602 - Blancos: 378 (2,02%) - A candidaturas: 15.224 (81,39%)       | PP          | 2.422  | 15,91% | 1            | =   |
| Ayala 6 procuradores                                               | - Censo: 28.445 - Votantes: 18.705 (65,76%) - Abstención: 9.740 (34,24%) - Nulos: 3.103 (16,59%) - Válidos: 15.602 - Blancos: 378 (2,02%) - A candidaturas: 15.224 (81,39%)       | EA          | 2.161  | 14,19% | 1            | 1   |
| Ayala 6 procuradores                                               | - Censo: 28.445 - Votantes: 18.705 (65,76%) - Abstención: 9.740 (34,24%) - Nulos: 3.103 (16,59%) - Válidos: 15.602 - Blancos: 378 (2,02%) - A candidaturas: 15.224 (81,39%)       | EB-B/Aralar | 1.200  | 7,88%  | 0            | =a  |
| Vitoria-Gasteiz 38 procuradores (-1)b                              | - Censo: 184.440 - Votantes: 114.930 (62,31%) - Abstención: 69.510 (37,69%) - Nulos: 1.287 (1,12%) - Válidos: 113.643 - Blancos: 1.963 (1,71%) - A candidaturas: 111.680 (97,17%) | PSE-EE      | 33.434 | 29,94% | 12           | 2   |
| Vitoria-Gasteiz 38 procuradores (-1)b                              | - Censo: 184.440 - Votantes: 114.930 (62,31%) - Abstención: 69.510 (37,69%) - Nulos: 1.287 (1,12%) - Válidos: 113.643 - Blancos: 1.963 (1,71%) - A candidaturas: 111.680 (97,17%) | PP          | 32.228 | 28,86% | 12           | 1   |
| Vitoria-Gasteiz 38 procuradores (-1)b                              | - Censo: 184.440 - Votantes: 114.930 (62,31%) - Abstención: 69.510 (37,69%) - Nulos: 1.287 (1,12%) - Válidos: 113.643 - Blancos: 1.963 (1,71%) - A candidaturas: 111.680 (97,17%) | EAJ-PNV     | 23.749 | 21,27% | 8            | 2   |
| Vitoria-Gasteiz 38 procuradores (-1)b                              | - Censo: 184.440 - Votantes: 114.930 (62,31%) - Abstención: 69.510 (37,69%) - Nulos: 1.287 (1,12%) - Válidos: 113.643 - Blancos: 1.963 (1,71%) - A candidaturas: 111.680 (97,17%) | EAE-ANV     | 9.612  | 8,61%  | 3            | 3   |
| Vitoria-Gasteiz 38 procuradores (-1)b                              | - Censo: 184.440 - Votantes: 114.930 (62,31%) - Abstención: 69.510 (37,69%) - Nulos: 1.287 (1,12%) - Válidos: 113.643 - Blancos: 1.963 (1,71%) - A candidaturas: 111.680 (97,17%) | EB-B/Aralar | 7.655  | 6,85%  | 3            | 1a  |
| Vitoria-Gasteiz 38 procuradores (-1)b                              | - Censo: 184.440 - Votantes: 114.930 (62,31%) - Abstención: 69.510 (37,69%) - Nulos: 1.287 (1,12%) - Válidos: 113.643 - Blancos: 1.963 (1,71%) - A candidaturas: 111.680 (97,17%) | EA          | 5.002  | 4,48%  | 1            | 1   |
| Vitoria-Gasteiz 38 procuradores (-1)b                              | - Censo: 184.440 - Votantes: 114.930 (62,31%) - Abstención: 69.510 (37,69%) - Nulos: 1.287 (1,12%) - Válidos: 113.643 - Blancos: 1.963 (1,71%) - A candidaturas: 111.680 (97,17%) | UA          | ---    | ---    | ---          | 1   |
| Zuya, Salvatierra, Añana, Campezo y Laguardia 7 procuradores (+1)c | - Censo: 34.873 - Votantes: 24.489 (70,22%) - Abstención: 10.384 (29,78%) - Nulos: 366 (1,49%) - Válidos: 24.123 - Blancos: 431 (1,76%) - A candidaturas: 23.692 (96,75%)         | EAJ-PNV     | 8.614  | 36,36% | 3            | 1   |
| Zuya, Salvatierra, Añana, Campezo y Laguardia 7 procuradores (+1)c | - Censo: 34.873 - Votantes: 24.489 (70,22%) - Abstención: 10.384 (29,78%) - Nulos: 366 (1,49%) - Válidos: 24.123 - Blancos: 431 (1,76%) - A candidaturas: 23.692 (96,75%)         | PP          | 5.115  | 21,59% | 2            | =   |
| Zuya, Salvatierra, Añana, Campezo y Laguardia 7 procuradores (+1)c | - Censo: 34.873 - Votantes: 24.489 (70,22%) - Abstención: 10.384 (29,78%) - Nulos: 366 (1,49%) - Válidos: 24.123 - Blancos: 431 (1,76%) - A candidaturas: 23.692 (96,75%)         | EAE-ANV     | 3.539  | 14,94% | 1            | 1   |
| Zuya, Salvatierra, Añana, Campezo y Laguardia 7 procuradores (+1)c | - Censo: 34.873 - Votantes: 24.489 (70,22%) - Abstención: 10.384 (29,78%) - Nulos: 366 (1,49%) - Válidos: 24.123 - Blancos: 431 (1,76%) - A candidaturas: 23.692 (96,75%)         | PSE-EE      | 3.413  | 14,41% | 1            | =   |
| Zuya, Salvatierra, Añana, Campezo y Laguardia 7 procuradores (+1)c | - Censo: 34.873 - Votantes: 24.489 (70,22%) - Abstención: 10.384 (29,78%) - Nulos: 366 (1,49%) - Válidos: 24.123 - Blancos: 431 (1,76%) - A candidaturas: 23.692 (96,75%)         | EA          | 1.529  | 6,45%  | 0            | 1   |
| Zuya, Salvatierra, Añana, Campezo y Laguardia 7 procuradores (+1)c | - Censo: 34.873 - Votantes: 24.489 (70,22%) - Abstención: 10.384 (29,78%) - Nulos: 366 (1,49%) - Válidos: 24.123 - Blancos: 431 (1,76%) - A candidaturas: 23.692 (96,75%)         | EB-B/Aralar | 1.346  | 5,68%  | 0            | =a  |
| Zuya, Salvatierra, Añana, Campezo y Laguardia 7 procuradores (+1)c | - Censo: 34.873 - Votantes: 24.489 (70,22%) - Abstención: 10.384 (29,78%) - Nulos: 366 (1,49%) - Válidos: 24.123 - Blancos: 431 (1,76%) - A candidaturas: 23.692 (96,75%)         | Otros       | 136    | 0,57%  | ---          | --- |

a Respecto a EB-B y Aralar por separado.

b Un procurador menos respecto de 2003.

c Un procurador más respecto de 2003.

### Guipúzcoa
| ← Elecciones a las Juntas Generales de Guipúzcoa de 2007 → | |             |        |        |          |     |
| Comarcas                                                   | Censo | Partido     | Votos  | %      | Junteros | +/- |
| Bidasoa-Oiartzun 11 junteros                               | - Censo: 118.506 - Votantes: 66.861 (56,42%) - Abstención: 51.645 (43,58%) - Nulos: 13.464 (20,14%) - Válidos: 53.407 - Blancos: 1.519 (2,27%) - A candidaturas: 51.888 (77,59%)  | PSE-EE      | 20.072 | 38,68% | 5        | 2   |
| Bidasoa-Oiartzun 11 junteros                               | - Censo: 118.506 - Votantes: 66.861 (56,42%) - Abstención: 51.645 (43,58%) - Nulos: 13.464 (20,14%) - Válidos: 53.407 - Blancos: 1.519 (2,27%) - A candidaturas: 51.888 (77,59%)  | EAJ-PNV     | 11.815 | 22,77% | 3        | 2   |
| Bidasoa-Oiartzun 11 junteros                               | - Censo: 118.506 - Votantes: 66.861 (56,42%) - Abstención: 51.645 (43,58%) - Nulos: 13.464 (20,14%) - Válidos: 53.407 - Blancos: 1.519 (2,27%) - A candidaturas: 51.888 (77,59%)  | PP          | 7.594  | 14,64% | 1        | 1   |
| Bidasoa-Oiartzun 11 junteros                               | - Censo: 118.506 - Votantes: 66.861 (56,42%) - Abstención: 51.645 (43,58%) - Nulos: 13.464 (20,14%) - Válidos: 53.407 - Blancos: 1.519 (2,27%) - A candidaturas: 51.888 (77,59%)  | EB-B/Aralar | 6.416  | 12,37% | 1        | =a  |
| Bidasoa-Oiartzun 11 junteros                               | - Censo: 118.506 - Votantes: 66.861 (56,42%) - Abstención: 51.645 (43,58%) - Nulos: 13.464 (20,14%) - Válidos: 53.407 - Blancos: 1.519 (2,27%) - A candidaturas: 51.888 (77,59%)  | EA          | 5.413  | 10,43% | 1        | 1   |
| Bidasoa-Oiartzun 11 junteros                               | - Censo: 118.506 - Votantes: 66.861 (56,42%) - Abstención: 51.645 (43,58%) - Nulos: 13.464 (20,14%) - Válidos: 53.407 - Blancos: 1.519 (2,27%) - A candidaturas: 51.888 (77,59%)  | Plazandreok | 578    | 1,11%  | 0        | =   |
| Deba-Urola 14 junteros                                     | - Censo: 153.076 - Votantes: 96.493 (63,04%) - Abstención: 56.583 (36,96%) - Nulos: 23.249 (24,09%) - Válidos: 73.244 - Blancos: 1.421 (1,47%) - A candidaturas: 71.823 (74,44%)  | EAJ-PNV     | 26.721 | 37,2%  | 6        | =   |
| Deba-Urola 14 junteros                                     | - Censo: 153.076 - Votantes: 96.493 (63,04%) - Abstención: 56.583 (36,96%) - Nulos: 23.249 (24,09%) - Válidos: 73.244 - Blancos: 1.421 (1,47%) - A candidaturas: 71.823 (74,44%)  | PSE-EE      | 15.325 | 21,34% | 3        | 1   |
| Deba-Urola 14 junteros                                     | - Censo: 153.076 - Votantes: 96.493 (63,04%) - Abstención: 56.583 (36,96%) - Nulos: 23.249 (24,09%) - Válidos: 73.244 - Blancos: 1.421 (1,47%) - A candidaturas: 71.823 (74,44%)  | EB-B/Aralar | 11.873 | 16,53% | 2        | =a  |
| Deba-Urola 14 junteros                                     | - Censo: 153.076 - Votantes: 96.493 (63,04%) - Abstención: 56.583 (36,96%) - Nulos: 23.249 (24,09%) - Válidos: 73.244 - Blancos: 1.421 (1,47%) - A candidaturas: 71.823 (74,44%)  | EA          | 11.344 | 15,79% | 2        | =   |
| Deba-Urola 14 junteros                                     | - Censo: 153.076 - Votantes: 96.493 (63,04%) - Abstención: 56.583 (36,96%) - Nulos: 23.249 (24,09%) - Válidos: 73.244 - Blancos: 1.421 (1,47%) - A candidaturas: 71.823 (74,44%)  | PP          | 5.546  | 7,72%  | 1        | =   |
| Deba-Urola 14 junteros                                     | - Censo: 153.076 - Votantes: 96.493 (63,04%) - Abstención: 56.583 (36,96%) - Nulos: 23.249 (24,09%) - Válidos: 73.244 - Blancos: 1.421 (1,47%) - A candidaturas: 71.823 (74,44%)  | Berdeak-LV  | 1.014  | 1,41%  | 0        | =   |
| Donostialdea 17 junteros                                   | - Censo: 191.189 - Votantes: 110.882 (58,00%) - Abstención: 80.307 (42,00%) - Nulos: 18.734 (16,90%) - Válidos: 92.150 - Blancos: 2.974 (2,68%) - A candidaturas: 89.176 (80,42%) | PSE-EE      | 30.818 | 34,56% | 6        | 1   |
| Donostialdea 17 junteros                                   | - Censo: 191.189 - Votantes: 110.882 (58,00%) - Abstención: 80.307 (42,00%) - Nulos: 18.734 (16,90%) - Válidos: 92.150 - Blancos: 2.974 (2,68%) - A candidaturas: 89.176 (80,42%) | PP          | 18.116 | 20,31% | 4        | =   |
| Donostialdea 17 junteros                                   | - Censo: 191.189 - Votantes: 110.882 (58,00%) - Abstención: 80.307 (42,00%) - Nulos: 18.734 (16,90%) - Válidos: 92.150 - Blancos: 2.974 (2,68%) - A candidaturas: 89.176 (80,42%) | EAJ-PNV     | 17.807 | 19,97% | 3        | 1   |
| Donostialdea 17 junteros                                   | - Censo: 191.189 - Votantes: 110.882 (58,00%) - Abstención: 80.307 (42,00%) - Nulos: 18.734 (16,90%) - Válidos: 92.150 - Blancos: 2.974 (2,68%) - A candidaturas: 89.176 (80,42%) | EB-B/Aralar | 12.100 | 13,57% | 2        | 1a  |
| Donostialdea 17 junteros                                   | - Censo: 191.189 - Votantes: 110.882 (58,00%) - Abstención: 80.307 (42,00%) - Nulos: 18.734 (16,90%) - Válidos: 92.150 - Blancos: 2.974 (2,68%) - A candidaturas: 89.176 (80,42%) | EA          | 9.380  | 10,52% | 2        | 1   |
| Donostialdea 17 junteros                                   | - Censo: 191.189 - Votantes: 110.882 (58,00%) - Abstención: 80.307 (42,00%) - Nulos: 18.734 (16,90%) - Válidos: 92.150 - Blancos: 2.974 (2,68%) - A candidaturas: 89.176 (80,42%) | Plazandreok | 955    | 1,07%  | 0        | =   |
| Oria 9 junteros                                            | - Censo: 101.968 - Votantes: 63.216 (62,00%) - Abstención: 38.752 (38,00%) - Nulos: 17.516 (27,71%) - Válidos: 45.698 - Blancos: 1.420 (2,25%) - A candidaturas: 44.278 (70,04%)  | EAJ-PNV     | 15.452 | 34,90% | 4        | =   |
| Oria 9 junteros                                            | - Censo: 101.968 - Votantes: 63.216 (62,00%) - Abstención: 38.752 (38,00%) - Nulos: 17.516 (27,71%) - Válidos: 45.698 - Blancos: 1.420 (2,25%) - A candidaturas: 44.278 (70,04%)  | PSE-EE      | 10.653 | 24,06% | 2        | =   |
| Oria 9 junteros                                            | - Censo: 101.968 - Votantes: 63.216 (62,00%) - Abstención: 38.752 (38,00%) - Nulos: 17.516 (27,71%) - Válidos: 45.698 - Blancos: 1.420 (2,25%) - A candidaturas: 44.278 (70,04%)  | EA          | 8.012  | 18,09% | 2        | =   |
| Oria 9 junteros                                            | - Censo: 101.968 - Votantes: 63.216 (62,00%) - Abstención: 38.752 (38,00%) - Nulos: 17.516 (27,71%) - Válidos: 45.698 - Blancos: 1.420 (2,25%) - A candidaturas: 44.278 (70,04%)  | EB-B/Aralar | 6.400  | 14,45% | 1        | 1a  |
| Oria 9 junteros                                            | - Censo: 101.968 - Votantes: 63.216 (62,00%) - Abstención: 38.752 (38,00%) - Nulos: 17.516 (27,71%) - Válidos: 45.698 - Blancos: 1.420 (2,25%) - A candidaturas: 44.278 (70,04%)  | PP          | 3.761  | 8,49%  | 0        | 1   |

a Respecto a EB-B y Aralar por separado.

### Vizcaya
| ← Elecciones a las Juntas Generales de Vizcaya de 2007 → | |             |        |        |            |     |
| Comarcas                                                 | Censo | Partido     | Votos  | %      | Apoderados | +/- |
| Bilbao 16 apoderados                                     | - Censo: 297.815 - Votantes: 169.503 (56,92%) - Abstención: 128.312 (43,08%) - Nulos: 13.161 (7,76%) - Válidos: 156.342 - Blancos: 2.864 (1,69%) - A candidaturas: 153.478 (90,55%) | EAJ-PNV     | 61.154 | 39,85% | 7          | 1   |
| Bilbao 16 apoderados                                     | - Censo: 297.815 - Votantes: 169.503 (56,92%) - Abstención: 128.312 (43,08%) - Nulos: 13.161 (7,76%) - Válidos: 156.342 - Blancos: 2.864 (1,69%) - A candidaturas: 153.478 (90,55%) | PSE-EE      | 37.340 | 24,33% | 4          | 1   |
| Bilbao 16 apoderados                                     | - Censo: 297.815 - Votantes: 169.503 (56,92%) - Abstención: 128.312 (43,08%) - Nulos: 13.161 (7,76%) - Válidos: 156.342 - Blancos: 2.864 (1,69%) - A candidaturas: 153.478 (90,55%) | PP          | 35.878 | 23,38% | 4          | 1   |
| Bilbao 16 apoderados                                     | - Censo: 297.815 - Votantes: 169.503 (56,92%) - Abstención: 128.312 (43,08%) - Nulos: 13.161 (7,76%) - Válidos: 156.342 - Blancos: 2.864 (1,69%) - A candidaturas: 153.478 (90,55%) | EB-B/Aralar | 11.802 | 7,69%  | 1          | =a  |
| Bilbao 16 apoderados                                     | - Censo: 297.815 - Votantes: 169.503 (56,92%) - Abstención: 128.312 (43,08%) - Nulos: 13.161 (7,76%) - Válidos: 156.342 - Blancos: 2.864 (1,69%) - A candidaturas: 153.478 (90,55%) | EA          | 4.778  | 3,11%  | 0          | 1   |
| Bilbao 16 apoderados                                     | - Censo: 297.815 - Votantes: 169.503 (56,92%) - Abstención: 128.312 (43,08%) - Nulos: 13.161 (7,76%) - Válidos: 156.342 - Blancos: 2.864 (1,69%) - A candidaturas: 153.478 (90,55%) | B-LV        | 1.967  | 1,28%  | 0          | =   |
| Bilbao 16 apoderados                                     | - Censo: 297.815 - Votantes: 169.503 (56,92%) - Abstención: 128.312 (43,08%) - Nulos: 13.161 (7,76%) - Válidos: 156.342 - Blancos: 2.864 (1,69%) - A candidaturas: 153.478 (90,55%) | Otros       | 559    | 0,37%  | ---        | --- |
| Busturia-Uribe 13 apoderados (+1)b                       | - Censo: 232.580 - Votantes: 148.791 (63,97%) - Abstención: 83.789 (36,03%) - Nulos: 23.905 (16,07%) - Válidos: 124.886 - Blancos: 2.494 (1,68%) - A candidaturas: 122.392 (82,25%) | EAJ-PNV     | 60.407 | 49,36% | 7          | =   |
| Busturia-Uribe 13 apoderados (+1)b                       | - Censo: 232.580 - Votantes: 148.791 (63,97%) - Abstención: 83.789 (36,03%) - Nulos: 23.905 (16,07%) - Válidos: 124.886 - Blancos: 2.494 (1,68%) - A candidaturas: 122.392 (82,25%) | PP          | 19.859 | 16,23% | 2          | =   |
| Busturia-Uribe 13 apoderados (+1)b                       | - Censo: 232.580 - Votantes: 148.791 (63,97%) - Abstención: 83.789 (36,03%) - Nulos: 23.905 (16,07%) - Válidos: 124.886 - Blancos: 2.494 (1,68%) - A candidaturas: 122.392 (82,25%) | PSE-EE      | 18.587 | 15,19% | 2          | 1   |
| Busturia-Uribe 13 apoderados (+1)b                       | - Censo: 232.580 - Votantes: 148.791 (63,97%) - Abstención: 83.789 (36,03%) - Nulos: 23.905 (16,07%) - Válidos: 124.886 - Blancos: 2.494 (1,68%) - A candidaturas: 122.392 (82,25%) | EA          | 12.203 | 9,97%  | 1          | 1   |
| Busturia-Uribe 13 apoderados (+1)b                       | - Censo: 232.580 - Votantes: 148.791 (63,97%) - Abstención: 83.789 (36,03%) - Nulos: 23.905 (16,07%) - Válidos: 124.886 - Blancos: 2.494 (1,68%) - A candidaturas: 122.392 (82,25%) | EB-B/Aralar | 9.304  | 7,60%  | 1          | 1a  |
| Busturia-Uribe 13 apoderados (+1)b                       | - Censo: 232.580 - Votantes: 148.791 (63,97%) - Abstención: 83.789 (36,03%) - Nulos: 23.905 (16,07%) - Válidos: 124.886 - Blancos: 2.494 (1,68%) - A candidaturas: 122.392 (82,25%) | B-LV        | 1.914  | 1,56%  | 0          | =   |
| Busturia-Uribe 13 apoderados (+1)b                       | - Censo: 232.580 - Votantes: 148.791 (63,97%) - Abstención: 83.789 (36,03%) - Nulos: 23.905 (16,07%) - Válidos: 124.886 - Blancos: 2.494 (1,68%) - A candidaturas: 122.392 (82,25%) | Otros       | 117    | 0,10%  | ---        | --- |
| Durango-Arratia 9 apoderados                             | - Censo: 175.051 - Votantes: 107.962 (61,67%) - Abstención: 67.089 (38,33%) - Nulos: 18.037 (16,71%) - Válidos: 89.149 - Blancos: 1.861 (1,72%) - A candidaturas: 87.288 (81,57%)   | EAJ-PNV     | 37.322 | 42,76% | 4          | =   |
| Durango-Arratia 9 apoderados                             | - Censo: 175.051 - Votantes: 107.962 (61,67%) - Abstención: 67.089 (38,33%) - Nulos: 18.037 (16,71%) - Válidos: 89.149 - Blancos: 1.861 (1,72%) - A candidaturas: 87.288 (81,57%)   | PSE-EE      | 23.767 | 27,23% | 3          | 1   |
| Durango-Arratia 9 apoderados                             | - Censo: 175.051 - Votantes: 107.962 (61,67%) - Abstención: 67.089 (38,33%) - Nulos: 18.037 (16,71%) - Válidos: 89.149 - Blancos: 1.861 (1,72%) - A candidaturas: 87.288 (81,57%)   | PP          | 10.730 | 12,29% | 1          | =   |
| Durango-Arratia 9 apoderados                             | - Censo: 175.051 - Votantes: 107.962 (61,67%) - Abstención: 67.089 (38,33%) - Nulos: 18.037 (16,71%) - Válidos: 89.149 - Blancos: 1.861 (1,72%) - A candidaturas: 87.288 (81,57%)   | EB-B/Aralar | 9.585  | 10,98% | 1          | =a  |
| Durango-Arratia 9 apoderados                             | - Censo: 175.051 - Votantes: 107.962 (61,67%) - Abstención: 67.089 (38,33%) - Nulos: 18.037 (16,71%) - Válidos: 89.149 - Blancos: 1.861 (1,72%) - A candidaturas: 87.288 (81,57%)   | EA          | 5.028  | 5,76%  | 0          | 1   |
| Durango-Arratia 9 apoderados                             | - Censo: 175.051 - Votantes: 107.962 (61,67%) - Abstención: 67.089 (38,33%) - Nulos: 18.037 (16,71%) - Válidos: 89.149 - Blancos: 1.861 (1,72%) - A candidaturas: 87.288 (81,57%)   | Otros       | 856    | 0,98%  | ---        | --- |
| Encartaciones 13 apoderados (-1)c                        | - Censo: 253.829 - Votantes: 153.457 (60,46%) - Abstención: 100.372 (39,54%) - Nulos: 1.782 (1,16%) - Válidos: 151.675 - Blancos: 2.485 (1,62%) - A candidaturas: 149.190 (97,22%)  | EAJ-PNV     | 50.354 | 33,75% | 5          | =   |
| Encartaciones 13 apoderados (-1)c                        | - Censo: 253.829 - Votantes: 153.457 (60,46%) - Abstención: 100.372 (39,54%) - Nulos: 1.782 (1,16%) - Válidos: 151.675 - Blancos: 2.485 (1,62%) - A candidaturas: 149.190 (97,22%)  | PSE-EE      | 49.838 | 33,41% | 5          | =   |
| Encartaciones 13 apoderados (-1)c                        | - Censo: 253.829 - Votantes: 153.457 (60,46%) - Abstención: 100.372 (39,54%) - Nulos: 1.782 (1,16%) - Válidos: 151.675 - Blancos: 2.485 (1,62%) - A candidaturas: 149.190 (97,22%)  | PP          | 18.396 | 12,33% | 1          | 1   |
| Encartaciones 13 apoderados (-1)c                        | - Censo: 253.829 - Votantes: 153.457 (60,46%) - Abstención: 100.372 (39,54%) - Nulos: 1.782 (1,16%) - Válidos: 151.675 - Blancos: 2.485 (1,62%) - A candidaturas: 149.190 (97,22%)  | EAE-ANV     | 15.076 | 10,11% | 1          | 1   |
| Encartaciones 13 apoderados (-1)c                        | - Censo: 253.829 - Votantes: 153.457 (60,46%) - Abstención: 100.372 (39,54%) - Nulos: 1.782 (1,16%) - Válidos: 151.675 - Blancos: 2.485 (1,62%) - A candidaturas: 149.190 (97,22%)  | EB-B/Aralar | 10.431 | 6,99%  | 1          | =a  |
| Encartaciones 13 apoderados (-1)c                        | - Censo: 253.829 - Votantes: 153.457 (60,46%) - Abstención: 100.372 (39,54%) - Nulos: 1.782 (1,16%) - Válidos: 151.675 - Blancos: 2.485 (1,62%) - A candidaturas: 149.190 (97,22%)  | EA          | 5.095  | 3,42%  | 0          | 1   |

a Respecto a EB-B y Aralar por separado.

b Un apoderado más respecto de 2003.

c Un apoderado menos respecto de 2003.